# 9721 Doty
9721 Doty (1980 GB) là một tiểu hành tinh vành đai chính được E. Bowell phát hiện vào ngày 14 tháng 4, năm 1980 ở Trạm thiên văn Anderson Mesa.